# Pentakosiomedimner
Pentakosiomedimner var den högsta samhällsklassen som Atens konstitution från 500-talet f.Kr. erkände, och utgjordes av de förmögnaste medborgarna; se timokrati.
Namnet kommer av grekiskans pentakosiomedimnoi, som är avlett av pentakosioi, ’femhundra’, och medimnos, som var ett mått för torra varor; se medimn. Pentakosiomedimnerna i Aten framkommer i historiska källor efter den av Solon genomförda klassindelningen, men kan måhända ha funnits ännu tidigare. Den förmögnaste klassen av medborgare var de vilkas jordegendom ansågs ge en avkastning som i värde motsvarade minst 500 medimner säd eller i värde motsvarande mått av olja eller vin.
Enligt den solonska författningen var pentakosiomedimnerna, som även hade att vidkännas de drygaste skattebördorna, ensamma valbara till högre statsämbeten, ett företräde som dock sedermera avskaffades.
De övriga klasserna var hippeis, theten, och zeugiter.